# Violectra

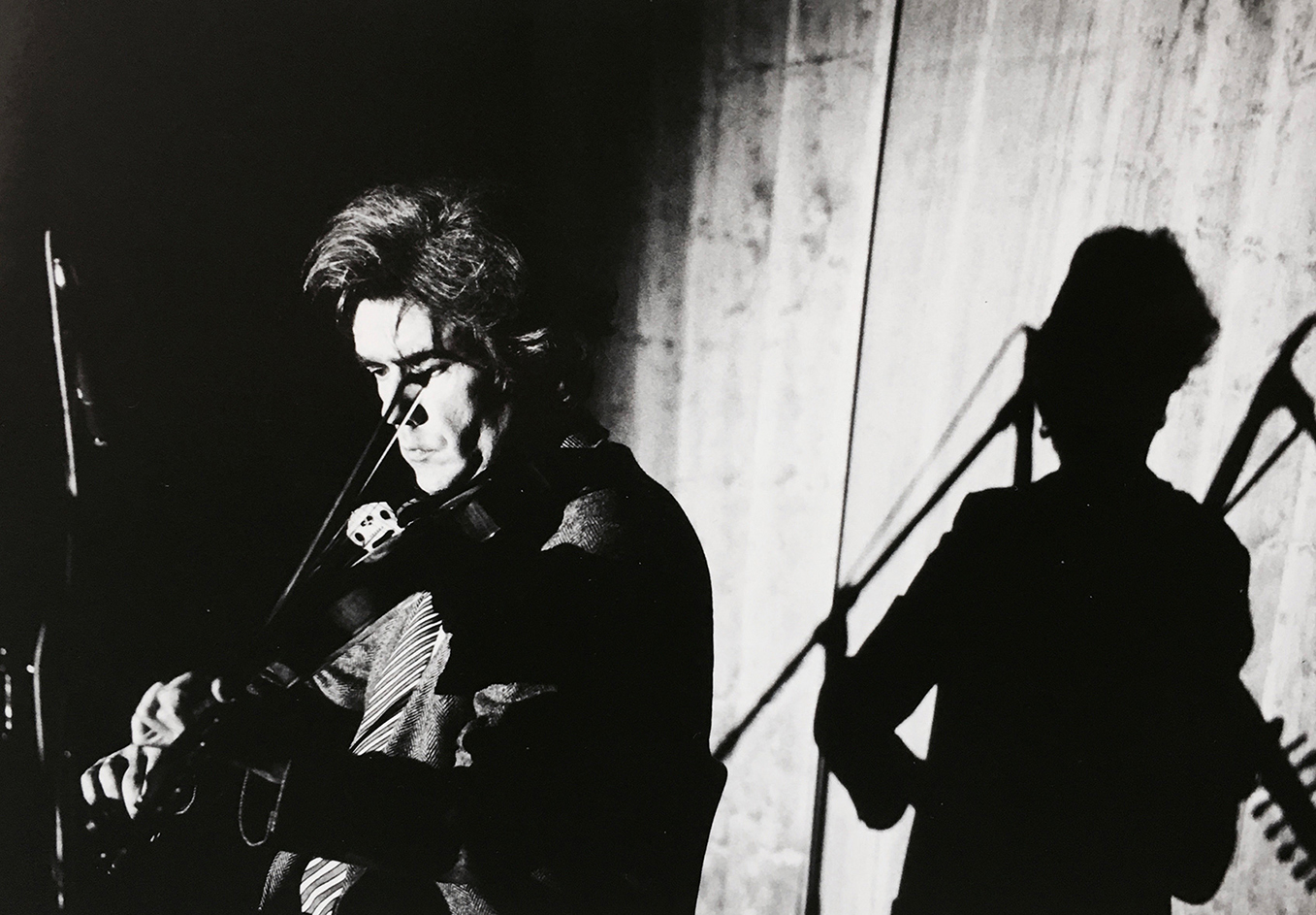
Johannes Fritsch jouant du violectra au Japon en 1988.

Le violectra est un instrument de musique de la famille des cordes frottées.
Violectra est le nom d'un violon électrique doté à l'origine de quatre cordes fabriqué par Violectra avec une sonorité équivalente à celle d'un violon ténor acoustique, quelquefois appelé violon baryton. Il est accordé une octave en dessous d'un violon normal, c'est-à-dire entre l'alto et le violoncelle. Il a été développé aux États-Unis par l'entreprise Barcus-Berry au début des années 1960, puis perfectionné. Jean-Luc Ponty a été un des premiers violonistes de jazz à l'utiliser sur scène, Michał Urbaniak et Elek Bacsik également. Ils ne furent cependant pas les premiers à enregistrer avec. Le premier enregistrement connu avec un violectra l'est par son créateur lui-même, John Berry, sur un album de démonstration en 1963. Le violectra a sans doute été utilisé[réf. souhaitée] par quelques musiciens studios de Los Angeles avant que les musiciens de jazz n'en prennent le monopole.

## Disques où l'on peut entendre du violectra
- 1974 : Elek Bacsik, I love you (LP Bob Thiele label)
- 1975 : Elek Bacsik, Bird & Dizzy, a musical tribute (LP Flying Dutchman)
- 1975 : Jean-Luc Ponty, Upon the Wings of Music